# Ponte ferroviario Sartakovskij
Il ponte ferroviario Sartakovskij (in russo Сартаковский железнодорожный мост?), è un ponte ferroviario che attraversa il fiume Oka nei pressi di Nižnij Novgorod, a circa 22 km dalla confluanza dell'Oka con il fiume Volga. Prende il nome dal vicino villaggio di Sartakovo. 

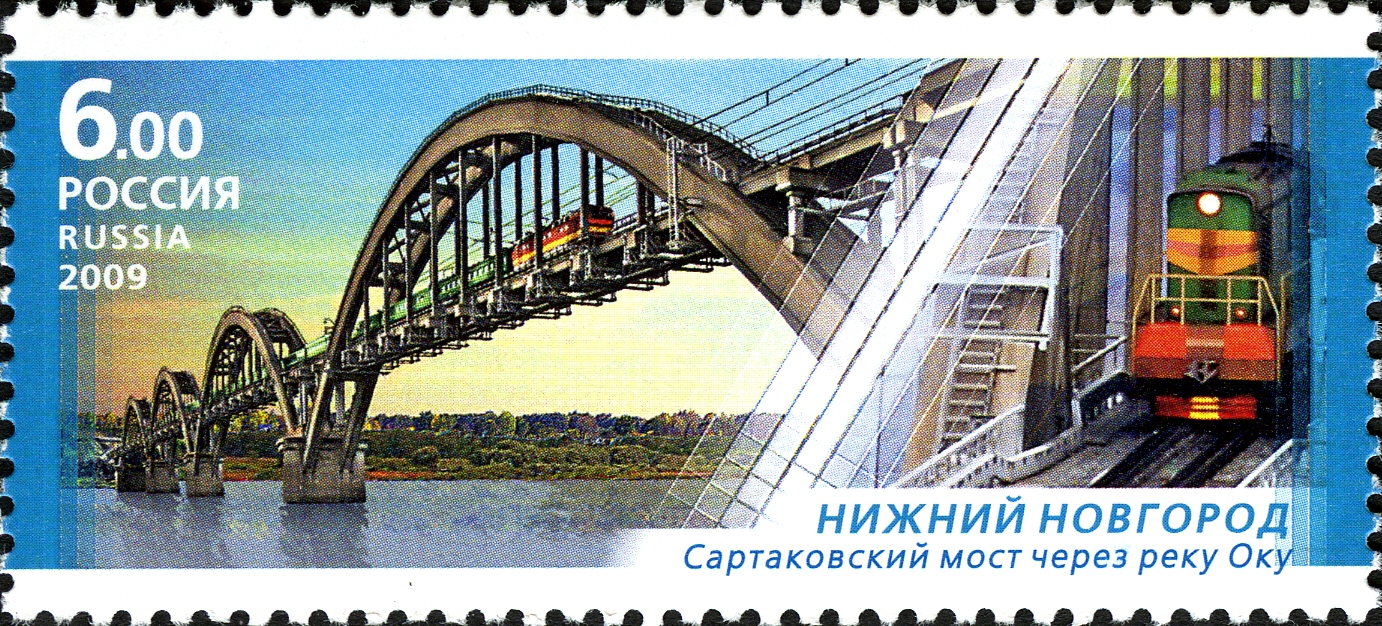
Il francobollo dedicato al ponte

Il ponte è stato costruito tra il 1956 e il 1961 su progetto dell'Istituto Giprotransmost di Mosca, di cui al tempo era ingegnere capo Aleksandra Borisovna Drugova, e permette l'attraversamento del fiume da parte dei treni della linea Priokskaja del servizio ferroviario suburbano di Nižnij Novgorod, nel tratto che collega Petrjaevka e Okskaja.
Il ponte, che ospita un singolo binario ferroviario, è caratterizzato da 4 archi a via intermedia con una luce di 150 metri realizzati in calcestruzzo prefabbricato. Si è trattato della prima volta al mondo in cui è stata usata tale tecnica per un ponte ad archi. La navigazione sotto il ponte è possibile in corrispondenza della terza arcata dalla sponda destra.
Nel 2009 Počta Rossii, l'azienda di servizi postali della Federazione russa, ha emesso un francobollo commemorativo da 6 rubli raffigurante il ponte all'interno dell'emissione tematica dedicata ai ponti ad arco.